# Саммит ШОС в Шанхае (2006)
Саммит Шанхайской организации сотрудничества—2006 (кит. упр. 2006年上海合作组织峰会, англ. Shanghai Cooperation Organization Summit 2006) — ежегодное заседание Совета глав государств — членов организации, которое прошло в 6-й раз 14—15 июня 2001 года в одноимённом китайском городе.

## Предыстория
Именно в Шанхае зародилось то самое объединение, на чью долю сейчас приходится треть всего мирового ВВП и более половины населения планеты.
В 1996 году была образована «Шанхайская пятёрка» (Китай, Россия, Казахстан, Таджикистан и Кыргызстан). А уже спустя пять лет, в 2001-м с присоединением к «пятёрке» Узбекистана она была преобразована в полноценную международную структуру — Шанхайскую организацию сотрудничества.
«Проявить «шанхайский дух», углубить деловое сотрудничество и содействовать миру и развитию» — именно под таким девизом проходил саммит—2006.

## Участники

### Главы государств и делегаций
Страна-хозяйка и лидер выделены жирным шрифтом. Главы остальных государств — членов и государств — наблюдателей организации, а также приглашённые гости указаны в алфавитном порядке русского языка.
- Китай — председатель Ху Цзиньтао (председатель)[3]
- Афганистан — президент Хамид Карзай[4]
- Индия — министр нефти и природного газа Мурли Деор[5]
- Иран — президент Махмуд Ахмадинежад[6]
- Казахстан — президент Нурсултан Назарбаев[7]
- Кыргызстан — президент Курманбек Бакиев[8]
- Монголия — президент Намбарын Энхбаяр[9]
- Пакистан — президент Первез Мушарраф[10]
- Россия — президент Владимир Путин[11]
- Таджикистан — президент Эмомали Рахмон[12]
- Узбекистан — президент Ислам Каримов

### Руководители постоянно действующих органов ШОС
- исполнительный (с 1 января 2007 года — генеральный) секретарь Чжан Дэгуан[13]
- директор Исполнительного комитета Региональной антитеррористической структуры Вячеслав Касымов[13]

### Руководители международных организаций
- СНГ — председатель исполнительного комитета — исполнительный секретарь Владимир Рушайло[13]
- АСЕАН — заместитель генерального секретаря У. Виллакорта[13]

## Результаты
Главы шести стран – членов ШОС подписали Декларацию пятилетия организации и приняли Заявление по международной информационной безопасности.
Ими также были подписаны три решения:
- «О Генеральном секретаре ШОС»;
- «О положении о Секретариате ШОС»;
- «Об утверждении Программы сотрудничества государств – членов ШОС в борьбе с терроризмом, сепаратизмом и экстремизмом на 2007—2009 годы»[14].

В присутствии глав государств были подписаны:
- соглашение о порядке организации и проведения совместных антитеррористических мероприятий на территории государств ШОС;
- соглашение о сотрудничестве в области выявления и перекрытия каналов проникновения на территории стран ШОС лиц, причастных к террористической, сепаратистской и экстремистской деятельности;
- межправительственное соглашение о сотрудничестве в области образования[14].

Кроме этого одобрен протокол об итогах учредительной сессии Делового совета ШОС, а также программа действий в поддержку регионального экономического сотрудничества между банками – членами Межбанковского объединения в рамках ШОС.
Председательство в организации на период 2006—2007 гг. перешло к Кыргызстану.